# HV ZAP
Z.A.P. (voluit Zwaluwen Anna Paulowna) is een Nederlandse handbalvereniging uit het Noord-Hollandse Breezand. Z.A.P. is opgericht in 1 juli 1946.